# Amálie Alžběta z Hanau-Münzenbergu
Amálie Alžběta z Hanau-Münzenbergu (29. ledna 1602, Hanau – 8. srpna 1651, Kassel) byla nizozemská šlechtična z rodu Oranžských a sňatkem německá lankraběnka a regentka Hesenska-Kasselska. V roce 1619 se provdala za Viléma V. Hesensko-Kasselského. V letech 1637-1650 byla v době třicetileté války regentkou za jejich nezletilého syna Viléma VI.

## Dětství
Narodila se jako dcera Filipa Ludvíka II. Hanavsko-Münzberského a Kateřiny Belgicy Nasavské. Její matka byla dcerou Viléma I. Oranžského, který v 16. století vedl válku proti Habsburkům za nezávislost Nizozemí. Přes matčiny četné sourozence byla spřízněná s mnoha šlechtickými rody Evropy. Mezi nimi i Wittelsbachové zaměření na reformu, kdy Amálie najký čas žila v Heidelbergu se svou tetou Luisou Julianou Oranžskou, manželkou Fridricha IV. Falckého. Po smrti svého otce v roce 1612 se vrátila do Hanau. Později zůstala na dlouhou dobu u příbuzných v Nizozemí.
V roce 1617 přijel do Hanau požádat Amálii o ruku český šlechtic Albrecht Jan Smiřický. Vzhledem k tomu, že tento návrh nebyl dříve neprojednán a nebyl vyjasněn status a hodnost českého aristokratického titulu v Hanau, způsobilo to určité zmatky. Albrecht byl ovšem protestant a navíc jeden z nejbohatších českých feudálů, proto nakonec došlo k zasnoubení. Albrecht byl později jedním z českých pánů pražské defenestrace, kteří v roce 1618 vyhodili z oken Pražského hradu císařova zástupce, což byl počátek třicetileté války. Albrecht byl navíc jedním z kandidátu na českou korunu. Zemřel však ještě před porážkou zimního krále Fridricha Falckého. Mezi Amálií Alžbětou a Albrechtovými dědici se rozhořely spory o jeho dědictví, ty však skončily po konfiskaci rodového majetku Habsburky v roce 1621.

## Manželství
Amálie Alžběta se v roce 1619 provdala za budoucího lankraběte Viléma V. Hesensko-Kasselského. Po abdikaci svého otce Mořice v roce 1627 se stal Vilém vládcem Hesensko-Kasselska.
Ve třicetileté válce bojoval Vilém na straně protestantů. Po úspěch císařských a španělských vojsk proti Švédsku v roce 1634 v bitvě u Nördlingenu, ztratil svého nejmocnějšího spojence. Stále byl jedním ze tří vládců, kteří odmítli Pražský mír (1635) a spojil se s Francouzi. V dalším průběhu války osvobodil 13. června 1636 město Hanau z obléhání císařských jednotek. Později byl však poražen císařskými jednotkami a musel se vzdát svých majetků ve Frísku. Vilém a Amálie Alžběta museli své dcery Amálii, Šarlotu a Alžbětu zanechat v Kasselu. Znovu Amálie Alžběta spatřila své dcery až o tři roky později. Dne 21. září 1637 Vilém V. ve fríském Leeru zemřel. Jeho žena se stala regentkou za jejich nezletilého syna, Viléma VI. Nejdůležitějším nástrojem moci, který zanechal své manželce, byla dobře vedená armáda.

## Regentství
Nástupcem Viléma V. byl jeho osmiletý syn Vilém VI. Do roku 1650 za něj vládla Amálie Alžběta. Ukázala se být energickou a zkušenou regentkou. I přes zoufalou situaci v roce 1637 se jí podařilo nejen lankrabství pro syna zachovat, ale také jeho moc upevnit.

### Třicetiletá válka
Jako regentka pokračovala Amálie Alžběta stejně jako její manžel ve spojenectví s Francií. Zachovala si hodnotnou armádu, kterou jí manžel zanechal. Souhlasila s císařovým s příměřím, ale v letech 1639 až 1640 přijala nabídku na spojenectví od kardinála Richelieu a vévody Bernarda Sasko-Výmarského, a tak přerušila dohodu s císařem. Šikovnou spojeneckou politikou se Hesensko-Kasselsko opět stalo vedoucí silou německého protestantského tábora.
V Horním Hesensku znovu zahájila konflikt proti svým příbuzným. Právními znaleckými posudky prokázala, že smlouva z roku 1627 byla nezávazná. 6. března 1645 pochodovali kasselští vojáci do Horního Hesenska. To byl začátek hesenské války. Armáda lankraběte Jiřího II. Hesensko-Darmstadtského byla poražena zkušenými útočníky.

### Vestfálský mír
Mírová smlouva mezi oběma částmi Hesenska byla potvrzena v roce 1648 Vestfálským mírem. Hesensko-Kasselsko obdrželo čtvrtinu Horního Hesenska. Podporováno Švédskem a Francií, obdrželo Hesensko-Kasselsko pro svou armádu 20 000 mužů jako kompetenci zaplacení půl milionu tolarů. Opatství Hersfeld a části schaumburského hrabství se také stalo součástí Hesensko-Kasselska.
Až donedávna se předpokládalo, že Amálie Alžběta byla jednou z hnacích sil v náročných mírových jednáních, požadující rovnocenné uznání reformovaného vyznání jako luteránů a římských katolíků. Nedávný výzkum ukázal, že regentka byla více zaměřena na zájmy Hesensko-Kasselska.
Amálie Alžběta zemřela 8. srpna 1651.

## Zajímavost
- Amálie Alžběta byla babičkou známé orleánské vévodkyně Liselotte Falcké.

## Potomci
- Anežka Hesensko-Kasselská (24. listopadu 1620 – 20. srpna 1626)
- Mořic Hesensko-Kasselský (24. září 1621)
- Alžběta Hesensko-Kasselská (21. října 1623 – 13. ledna 1624)
- Vilém Hesensko-Kasselský (31. ledna 1625 –11. července 1626)
- Emílie Hesensko-Kasselská (11. února 1626 – 15. února 1693) ⚭ 1648 Henri Charles de La Trémoille (1620–1672)
- Šarlota Hesensko-Kasselská (20. listopadu 1627 – 16. března 1686) ⚭ 1650 Karel I. Ludvík Falcký (22. prosince 1617 – 28. srpna 1680), falcký kurfiřt
- Vilém VI. Hesensko-Kasselský (23. května 1629 – 16. července 1663) ⚭ 1649 Hedvika Žofie Braniborská (14. července 1623 – 26. června 1683)
- Filip Hesensko-Kasselský (16. června 1630 – 17. srpna 1638)
- Adolf Hesensko-Kasselský (17. prosince 1631 – 17. března 1632)
- Karel Hesensko-Kasselský (18/19. června 1633 – 9. března 1635)
- Alžběta Hesensko-Kasselská (23. června 1634 – 22. března 1688), abatyše v Herfordu
- Luisa Hesensko-Kasselská (5. listopadu 1636 – 6. ledna 1638)